# Hubert Mohr

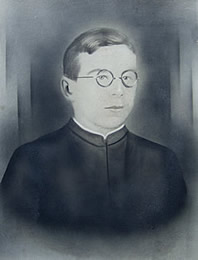
Hubert Mohr als junger Pallottiner

Hubert Mohr (* 3. Mai 1914 in Altenhundem; † 22. Januar 2011 in Potsdam) war ein deutscher Pallottiner und Historiker.

## Leben und Leistungen
Hubert Mohr, Neffe des Malers Franz Mohr, legte 1934 sein Abitur am Gymnasium  in Oberlahnstein ab und trat noch im selben Jahr in die Gesellschaft apostolischen Lebens der Pallottiner ein. Von 1935 bis 1941 studierte er an der Ordenshochschule Limburg und der Universität Münster Philosophie und Katholische Theologie. 1940 wurde er zum Priester geweiht. Am Zweiten Weltkrieg nahm Mohr von 1941 bis 1944 als Sanitäter teil. Im April 1944 desertierte er und war anschließend bis 1949 in sowjetischer Kriegsgefangenschaft. Dort arbeitete er beim Nationalkomitee Freies Deutschland mit. 1947 wurde er Lektor an der Antifa-Schule in Krasnodar und blieb es bis zu seiner Entlassung. 1949 kehrte er nach Deutschland in die Sowjetische Besatzungszone zurück und wurde exkommuniziert, gleichzeitig jedoch auch Lehrer für Geschichte und Russisch an einer Oberschule in Sachsen. Von 1950 bis 1957 arbeitete Mohr zunächst als Mitarbeiter, dann als Hauptreferent am Deutschen Pädagogischen Zentralinstitut (DPZ) in Ost-Berlin. Seit 1956 war er auch Leiter des Referats für das Fernstudium der Geschichtslehrer am DPZ.
Schon früh war Mohr auch nebenberuflich als Dozent an den Abenduniversitäten der SED-Bezirksleitungen in Dresden und Potsdam tätig. 1951 wurde er Dozent am Institut für Lehrerbildung „Edwin Hoernle“ in Radebeul. Seit 1957 wurde Mohr mit der Wahrnehmung einer Dozentur für Allgemeine und deutsche Geschichte des Mittelalters an der Pädagogischen Hochschule Potsdam betraut. Im November 1960 promovierte Mohr bei Walther Eckermann und Eduard Winter zum Thema Das „Katholische Apostolat“. Ein Instrument des politischen Klerikalismus in Westdeutschland. Dargestellt am Beispiel der Geschichte vom katholischen Apostolat (SAC) und der Schönstatt-Bewegung. Seit 1961 nahm er eine Professur in Potsdam wahr. Die Habilitation folgte 1964 bei denselben Gutachtern zum Thema Die Entwicklung des katholischen Ordenswesens im imperialistischen Deutschland. Seit Februar 1965 hatte er einen Lehrauftrag für Allgemeine Geschichte des Mittelalters in Potsdam, 1968 wurde er zum Professor mit vollem Lehrauftrag. Von 1969 bis zu seiner Emeritierung 1979 war er Professor am Lehrstuhl. Zwischen 1965 und 1972 fungierte Mohr zusätzlich als Prorektor für Prognose und Wissenschaftsentwicklung. Ende der 1980er Jahre war er Mitglied des Präsidiums der Historiker-Gesellschaft der DDR, seit 1982 deren Ehrenmitglied.
Mohrs wissenschaftliche Veröffentlichungen fanden seit den 1960er Jahren international Anerkennung und Beachtung. So wurde er mit Das katholische Apostolat im Dizionario degli Istituti di perfezione (Band 1, 1974, Seite XV, Introduzione von Giancarlo Rocca, Edizioni Paoline) namentlich erwähnt – eine seltene Ehre, die einem Marxisten in dieser Vatikan-Publikation zuteilwurde. Anerkennung und Beachtung fanden ebenso seine wissenschaftlichen Bearbeitungen und Übersetzungen. Mohr übernahm in den 1970er Jahren für den Akademie-Verlag die Übersetzung und wissenschaftliche Bearbeitung der zweibändigen Ausgabe des Buches von Josef Grigulewitsch Ketzer-Hexen-Inquisitoren (13.–20. Jahrhundert) (Moskau 1970; Berlin 1976, 2. Auflage 1980, 1988, 1995, Taschenbuch 2000), inzwischen ein Standardwerk zur Geschichte der Inquisition. Es folgte die wissenschaftliche Bearbeitung der Übersetzung des Buches von Aaron Gurewitsch Das Weltbild des mittelalterlichen Menschen (Moskau 1972; Verlag der Kunst, Dresden 1978; München 1980). 1984 erschien im Urania-Verlag das von ihm übersetzte und bearbeitete Buch Die Päpste des 20. Jahrhunderts (Moskau 1981; Leipzig/Jena/Berlin 1984) Gurewitschs. Es folgten bis in die 1990er Jahre hinein wissenschaftliche Beiträge in verschiedenen Publikationen zu kulturgeschichtlichen Themen. Der Wissenschaftler veröffentlichte aber auch Zeitzeugenberichte und Gedichte (Jugendgedichte, 2003, Russische Lyrik, 2005).
War Mohr während der DDR-Zeit ein entschiedener Verfechter des historischen Materialismus und nachdrücklicher Gegner der christlichen Religion und ganz besonders seines vormaligen Ordens, dessen Widerstand gegen das NS-System er in seinen Werken sogar in verfälschender und ehrenrühriger Weise in einer Weise umzudeuten versuchte, als sei dieser nur deshalb geschehen, weil man in den Nationalsozialisten eine nicht ausreichend starke antibolschewistische Gruppierung sah, kam es nach der Wende offenbar wieder zu einer Annäherung mit seinem alten Orden. Das Erzbistum  Berlin betrieb eine Laisierung  Mohrs, die im Mai 1997 erfolgte, einschließlich der Anerkennung seiner zivilrechtlich geschlossenen Ehe im Jahr 1950.
Mohr arbeitete seit 1959 als inoffizieller Mitarbeiter unter den Decknamen IM Rottek für das Ministerium für Staatssicherheit der DDR. Seit 1979 wurde er als „Experten-IM“ IME geführt. Er war Träger der Medaille für treue Dienste des MfS in Gold. 1997 wurde er durch ein vatikanisches Dekret laisiert. Damit war seine 1950 geschlossene Zivilehe anerkannt und er wurde wieder in die katholische Kirche aufgenommen. Mohr war ein hoch dekorierter Wissenschaftler in der DDR. 1969 erhielt er den Nationalpreis der DDR III. Klasse, 1989 den Vaterländischen Verdienstorden in Silber. Sein Nachlass befindet sich im Brandenburgischen Landeshauptarchiv in Potsdam.

## Schriften
- mit Erik Hühns: Einführung in die Heimatgeschichte. DVW, Berlin 1959.
- Das katholische Apostolat. Zur Strategie und Taktik des politischen Katholizismus (= Beiträge zur Geschichte des religiösen und wissenschaftlichen Denkens. Bd. 2). Rütten & Loening, Berlin 1962.
- Katholische Orden und deutscher Imperialismus. Akademie, Berlin 1965.
- mit Walther Eckermann: Einführung in das Studium der Geschichte. DVW, Berlin 1969.
- Byzanz und arabisches Kalifat. Darstellung für den Geschichtslehrer. Volk und Wissen, Berlin 1973 [2. Auflage 1976; 3. Auflage 1981; 4. Auflage 1984]
- Restaurative Bewegungen in der BRD. Warnemünde 1985.
- Die russische Lyrik als Offenbarung der russischen Seele. NORA, Berlin 2005, ISBN 3-86557-042-9.
- Herz, du sollst von vorn beginnen ... Jugendgedichte. NORA, Berlin 2003, ISBN 3-936735-38-7.
- Wer in der Weltgeschichte lebt (Goethe). Aufsätze. RPress, Berlin 2004.